# Liste des drapeaux de l'Indonésie
Cet article liste les drapeaux utilisés présentement ou par le passé en Indonésie.

## Drapeau national
| Drapeau | Date                       | Type                                   | Description                           |
| ------- | -------------------------- | -------------------------------------- | ------------------------------------- |
|         | 17 août 1945 – aujourd'hui | Drapeau national et enseigne nationale | Un bicolore horizontal rouge et blanc |
|         | 17 août 1945 – aujourd'hui | Bannière (usage vertical)              | Un bicolore vertical rouge et blanc   |

## Drapeaux gouvernementaux

### Présidentiel

Drapeau du président de la République d'Indonésie

### Ministères

Ministère de coordination du développement humain et des affaires culturelles
Ministère de l'Intérieur
Ministère de la Défense
Ministère du droit et des droits de l'homme
Ministère de l'Énergie et des Ressources Minérales
Ministère de l'Industrie
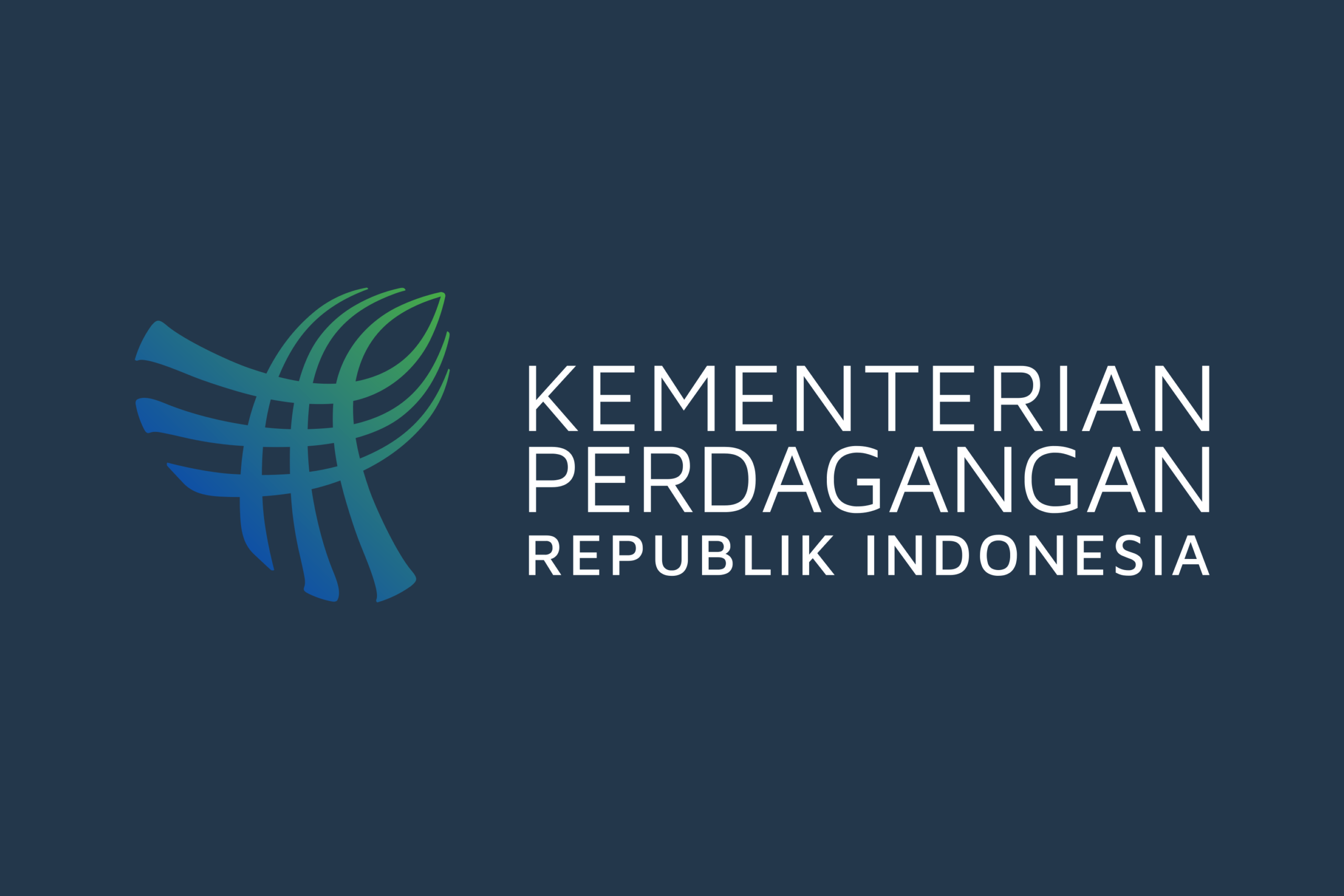
Ministère du Commerce
Ministère de l'Agriculture
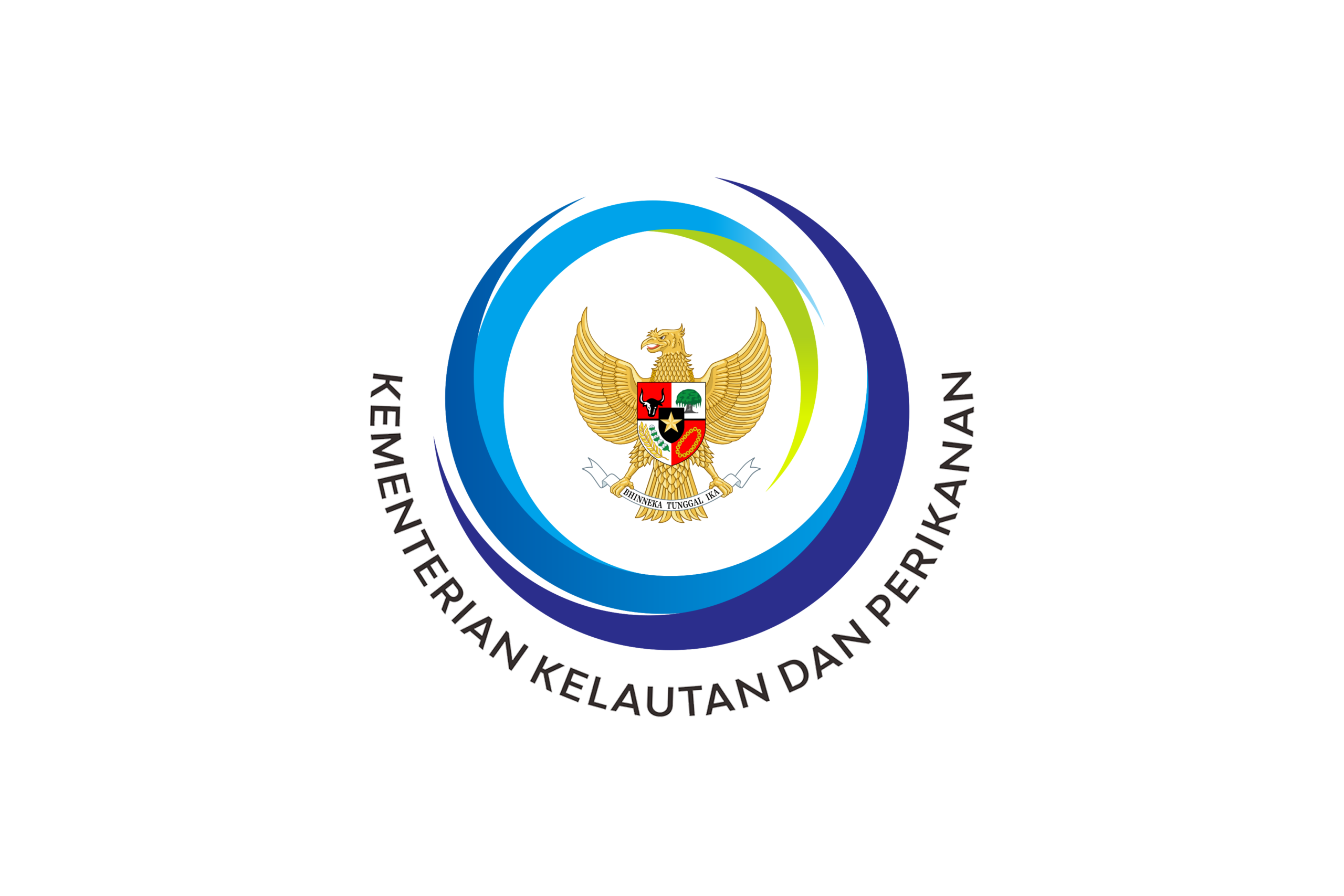
Ministère des Affaires maritimes et de la Pêche
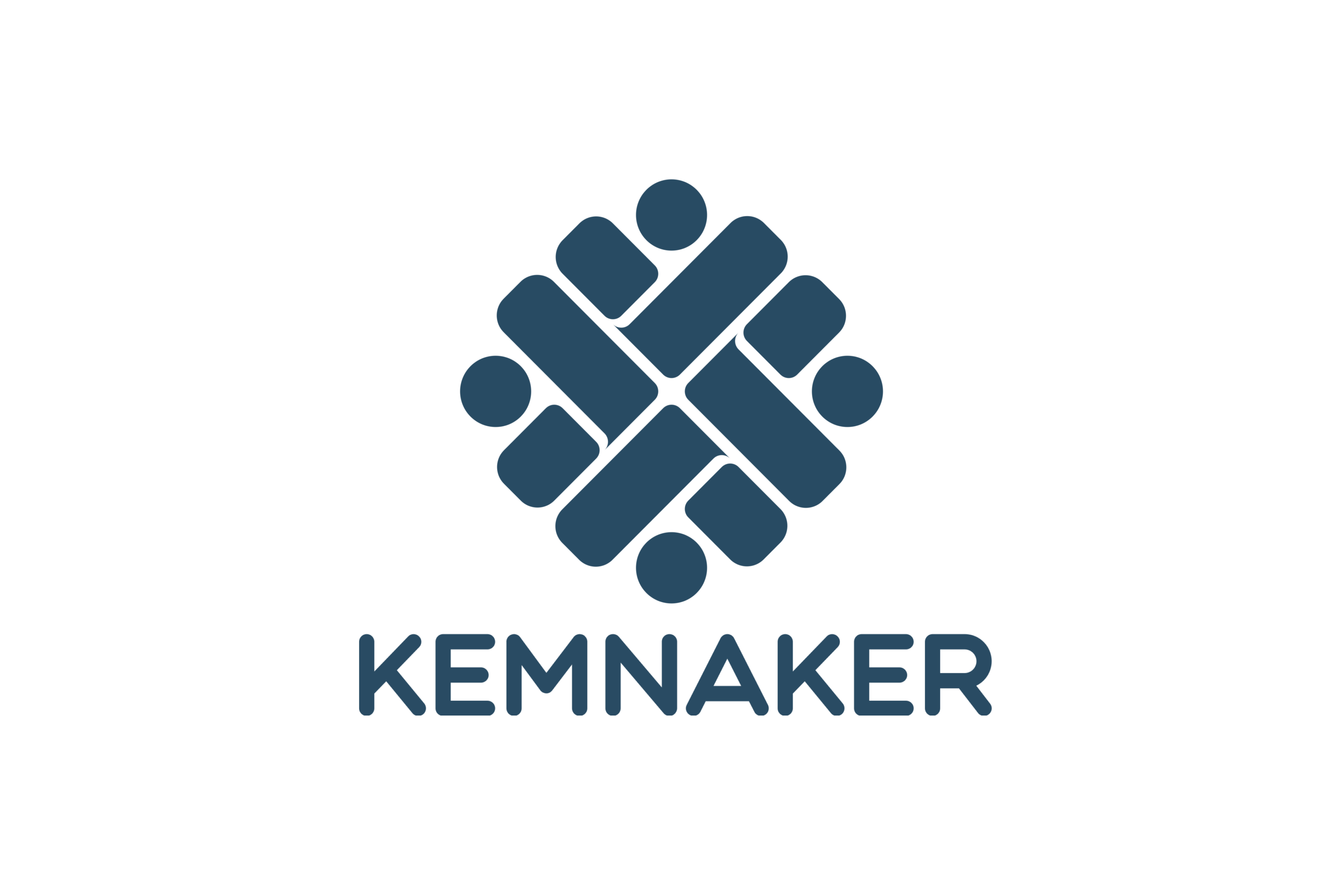
Ministère de la Main-d'œuvre
Ministère des Villages et du Développement des Régions Défavorisées
Ministère de la Santé
Ministère de l'Éducation, de la Culture, de la Recherche et de la Technologie
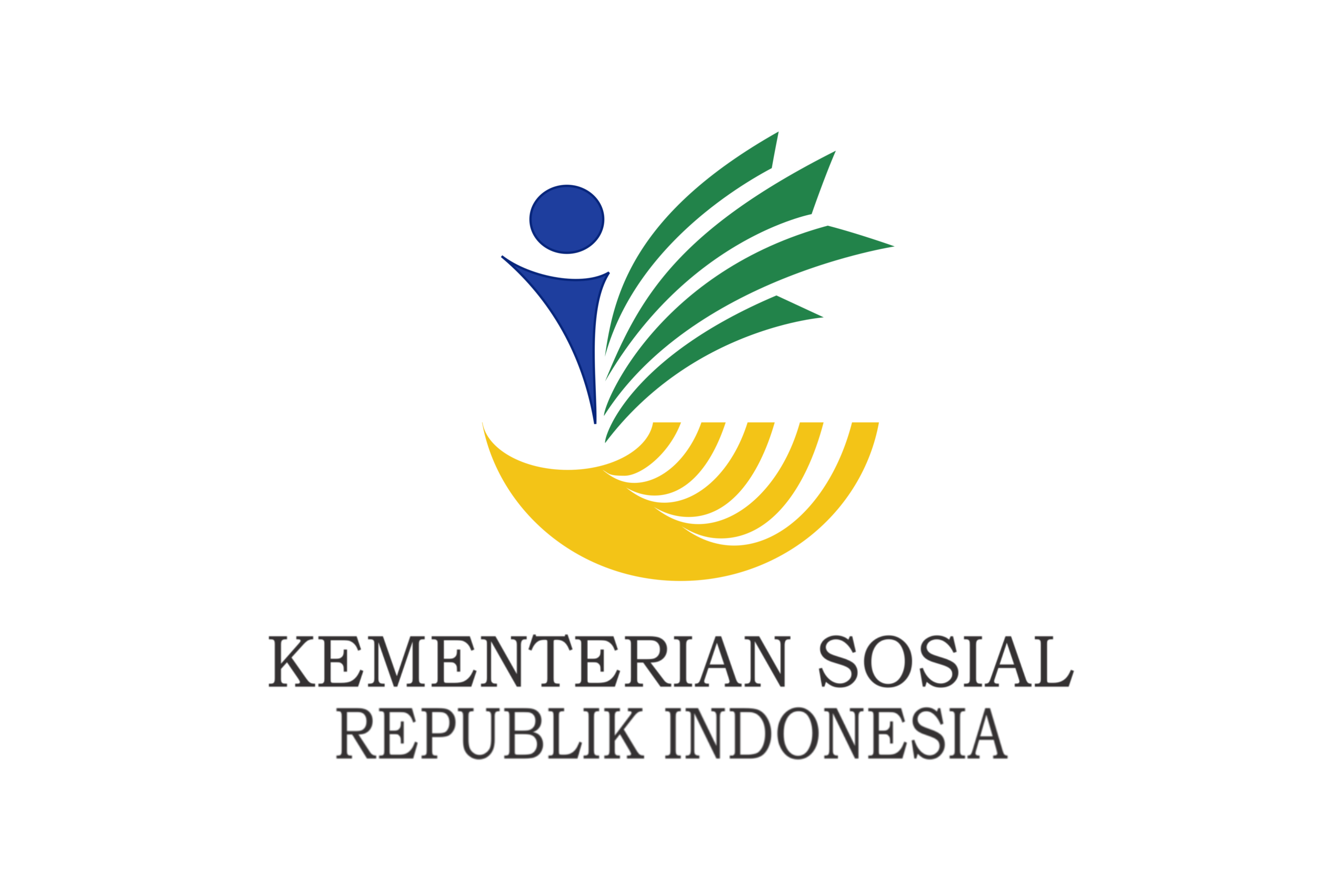
Ministère des Affaires sociales
Ministère des Affaires religieuses
Ministère de la Communication et du Numérique
Ministère des coopératives
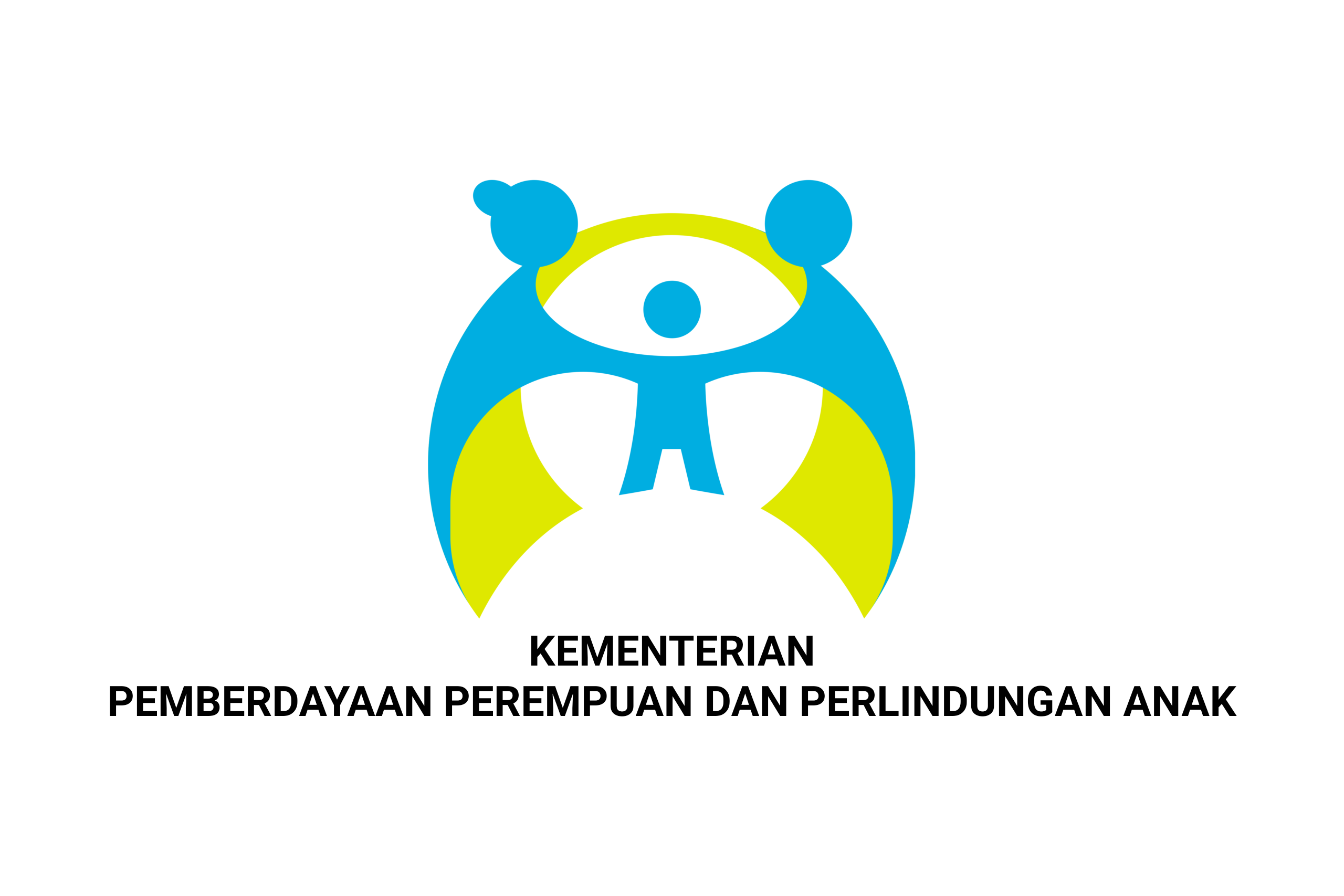
Ministère de la promotion de la femme et de la protection de l'enfance
Ministère de la Culture
Ministère de l'utilisation des appareils d'État et de la réforme bureaucratique (version noire)
Ministère de l'utilisation des appareils d'État et de la réforme bureaucratique (version rouge)
Ministère des Affaires agraires et de l'Aménagement du territoire
Ministère des entreprises publiques
Ministère de la Jeunesse et des Sports

### Agences gouvernementales

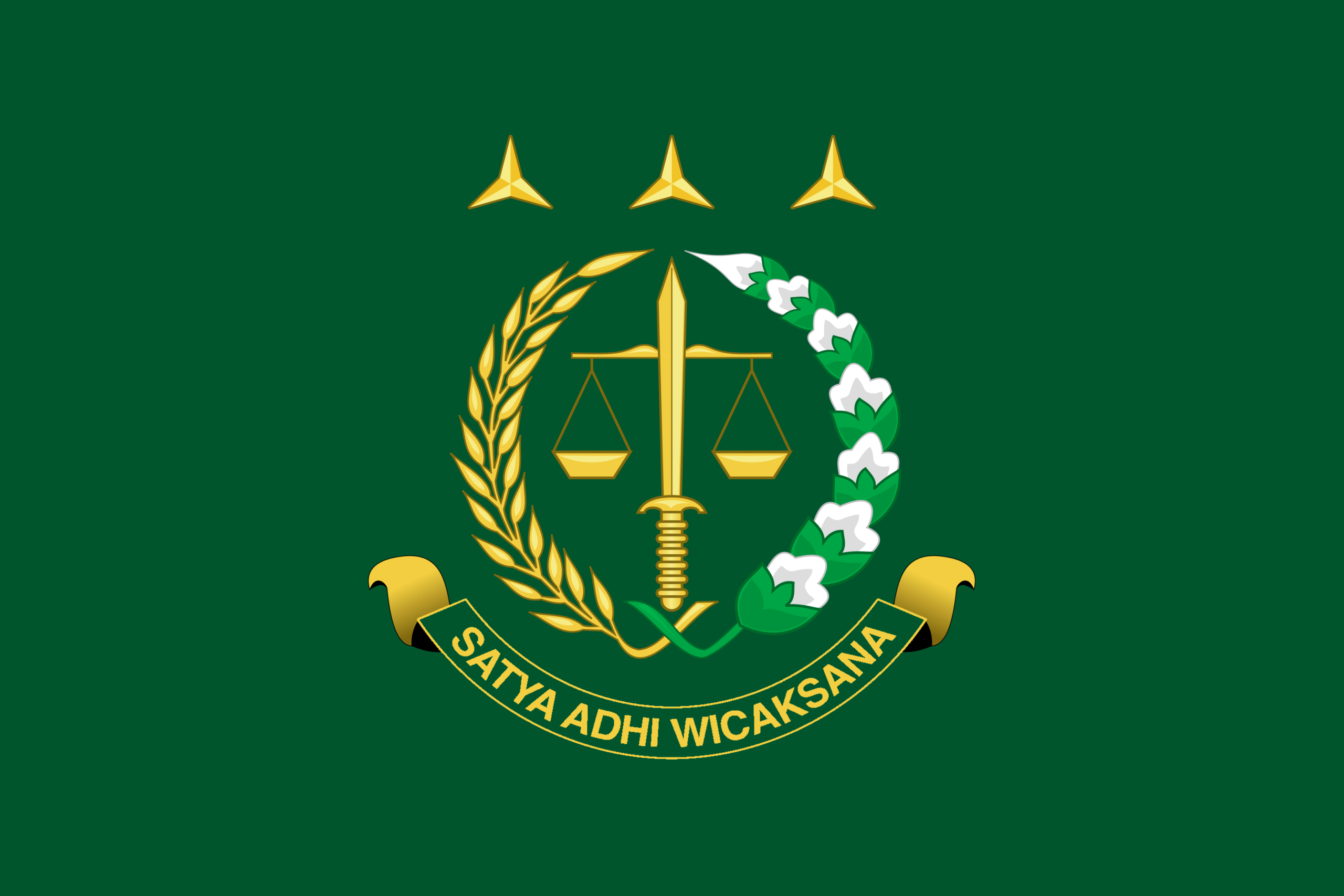
Service des poursuites publiques
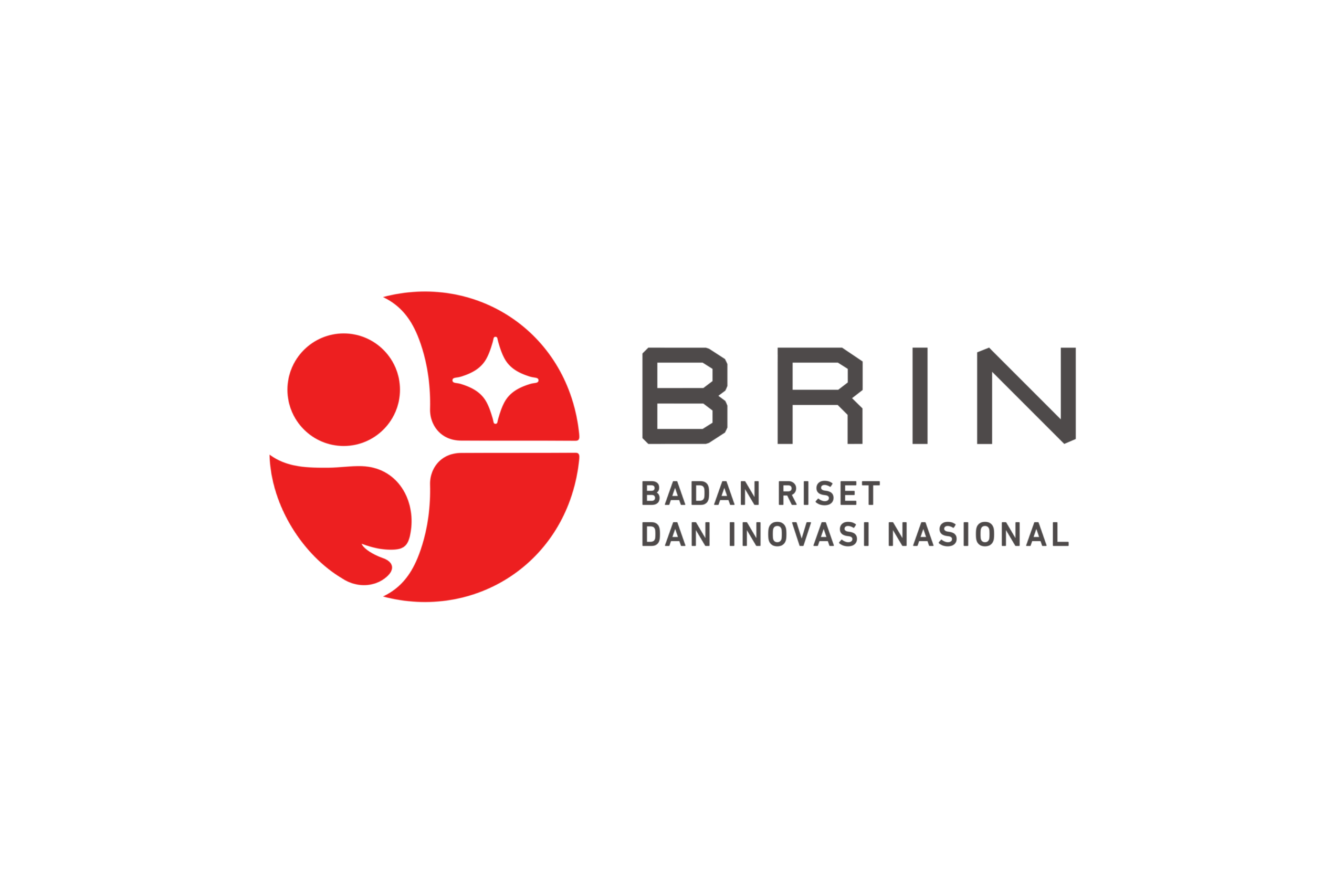
Agence nationale de la recherche et de l'innovation
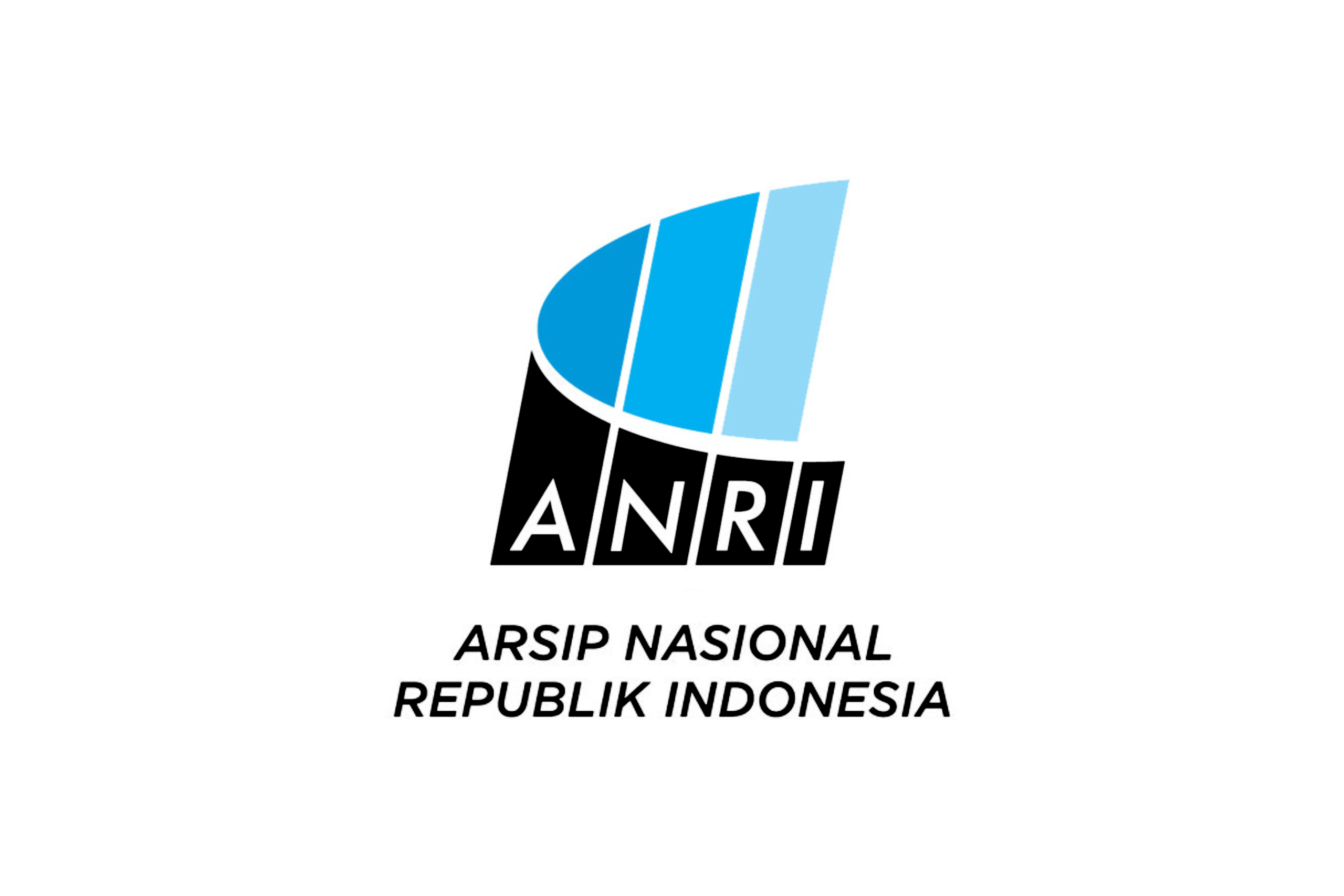
Archives nationales d'Indonésie
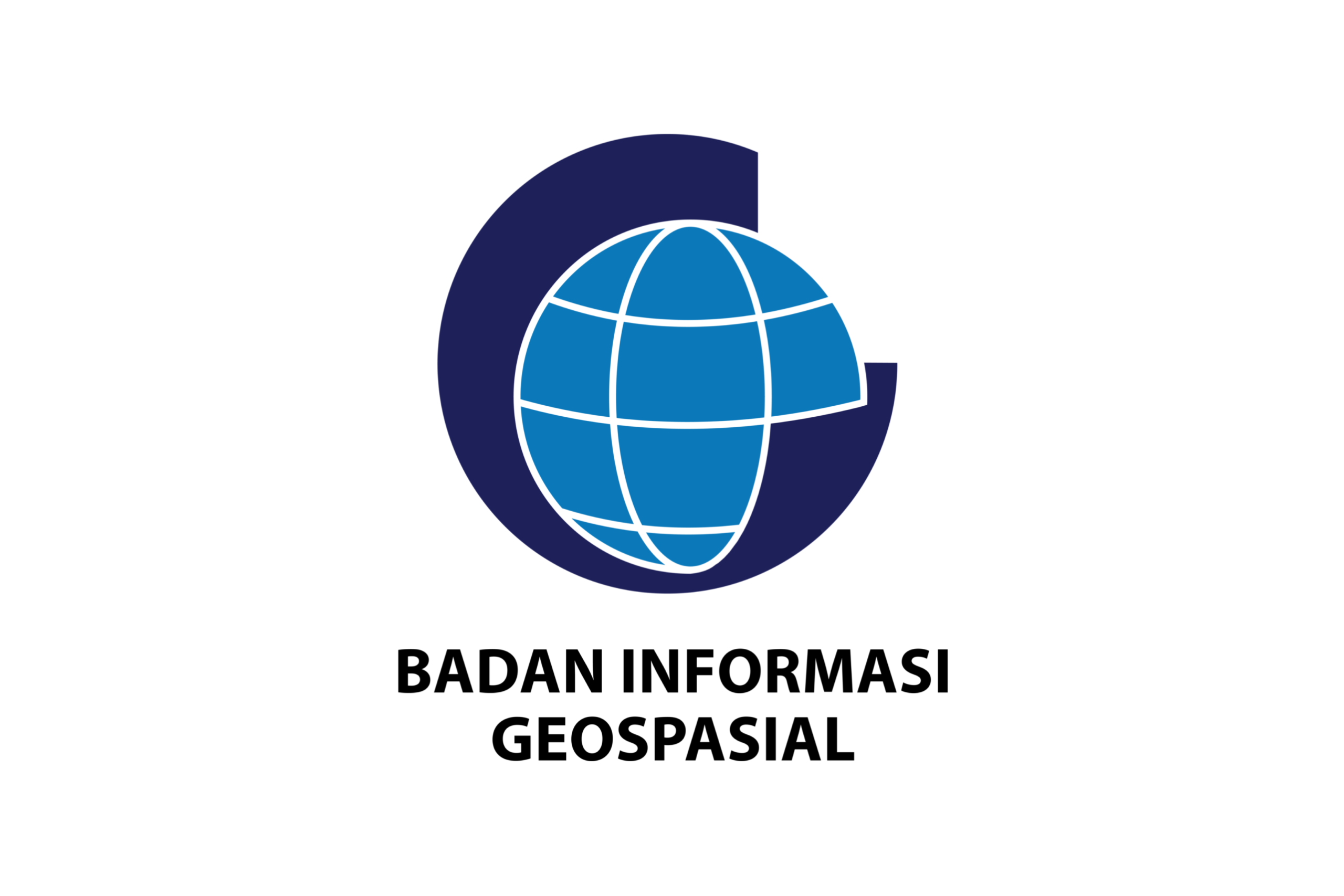
Agence d'information géospatiale
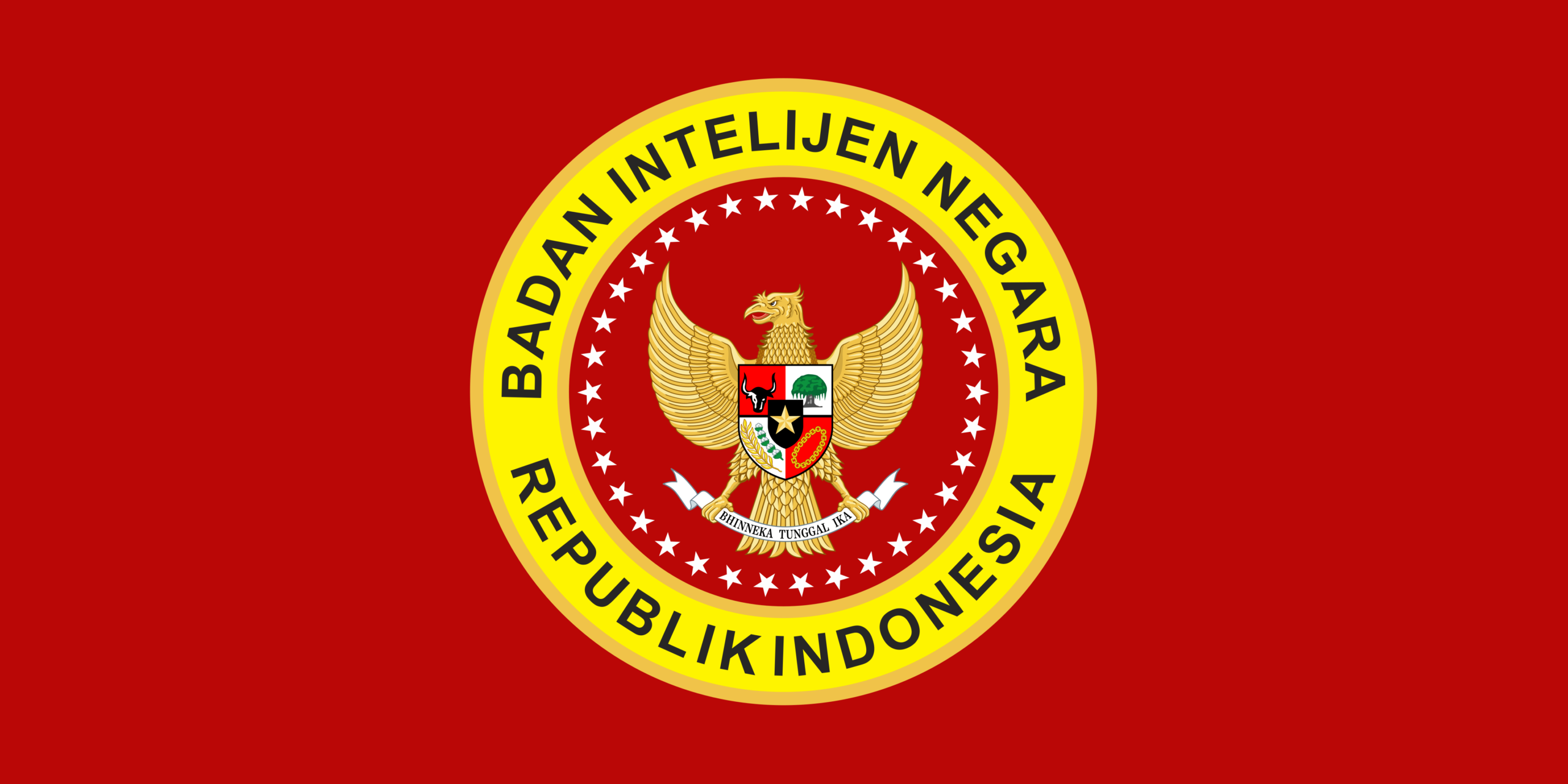
Agence de renseignement de l'État
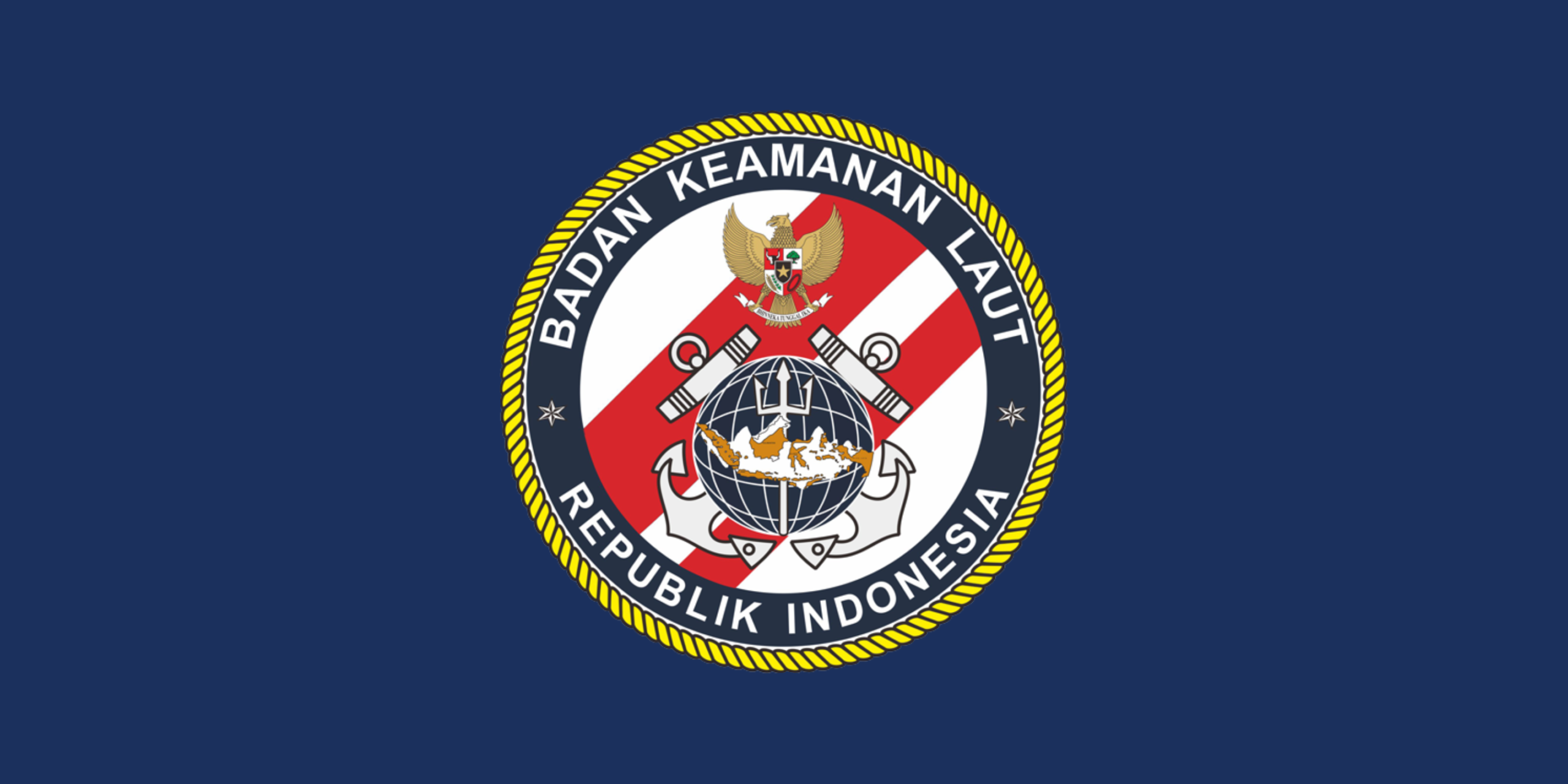
Agence indonésienne de sécurité maritime
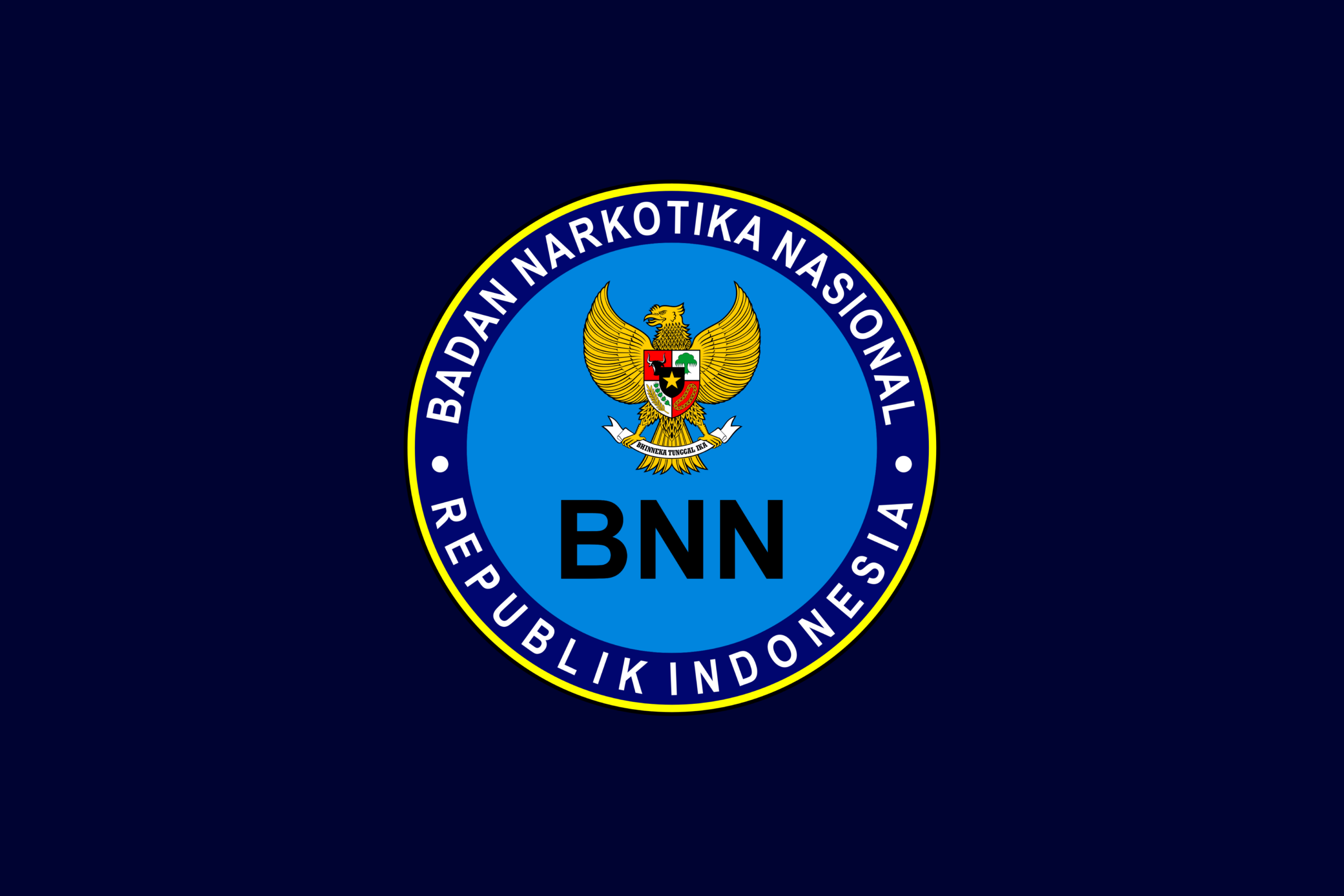
Conseil national des stupéfiants
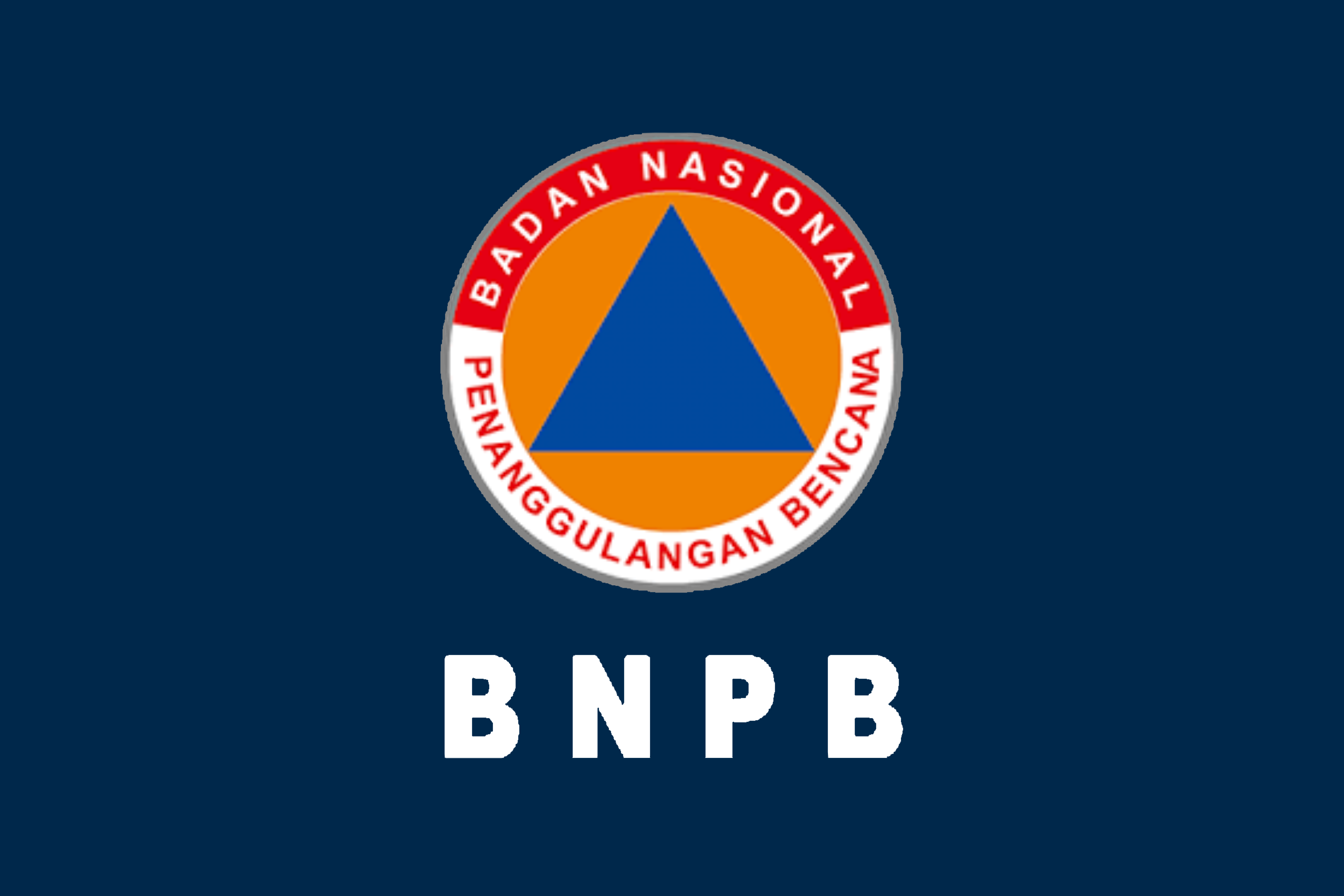
Agence nationale de lutte contre les catastrophes
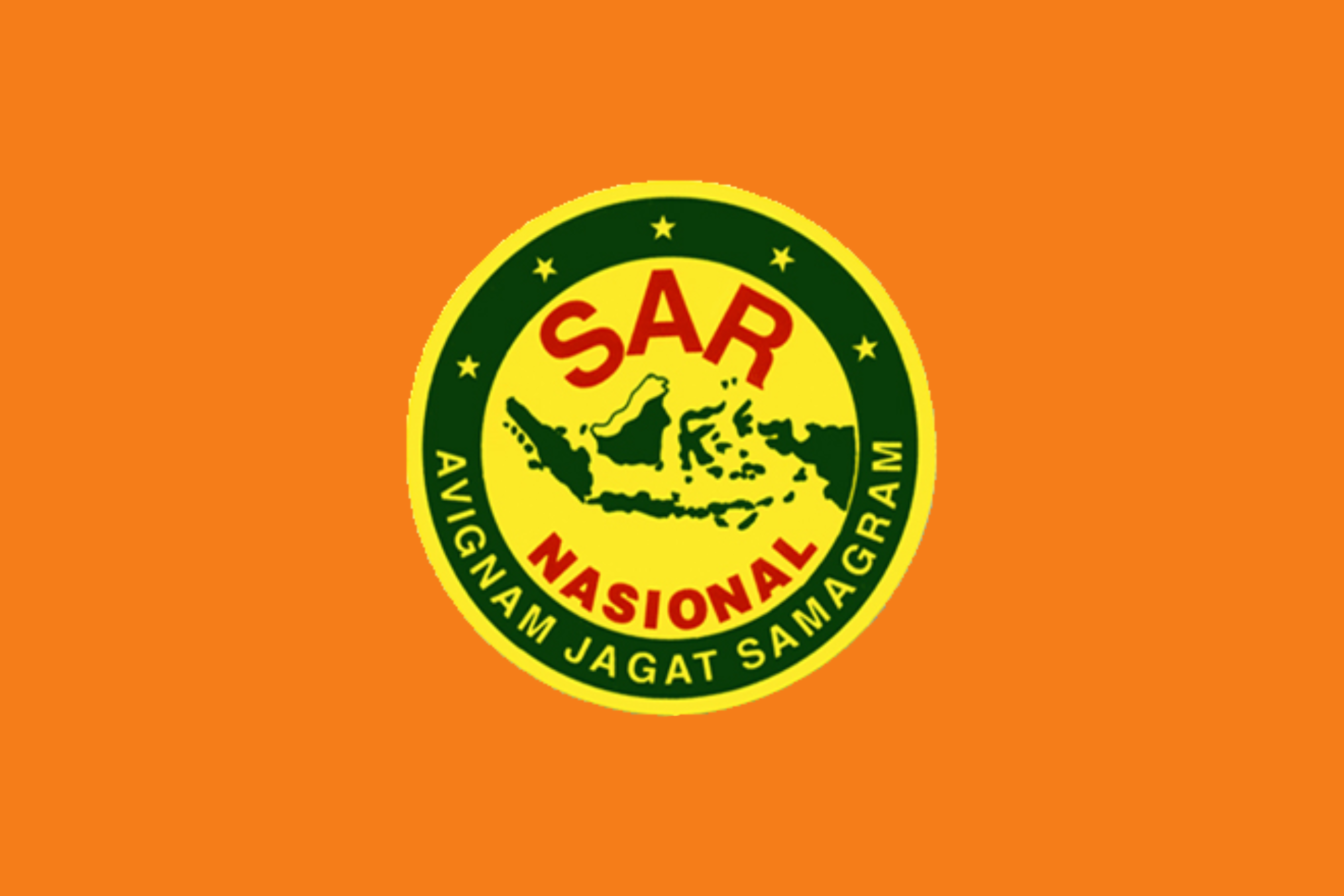
Agence nationale de recherche et de sauvetage
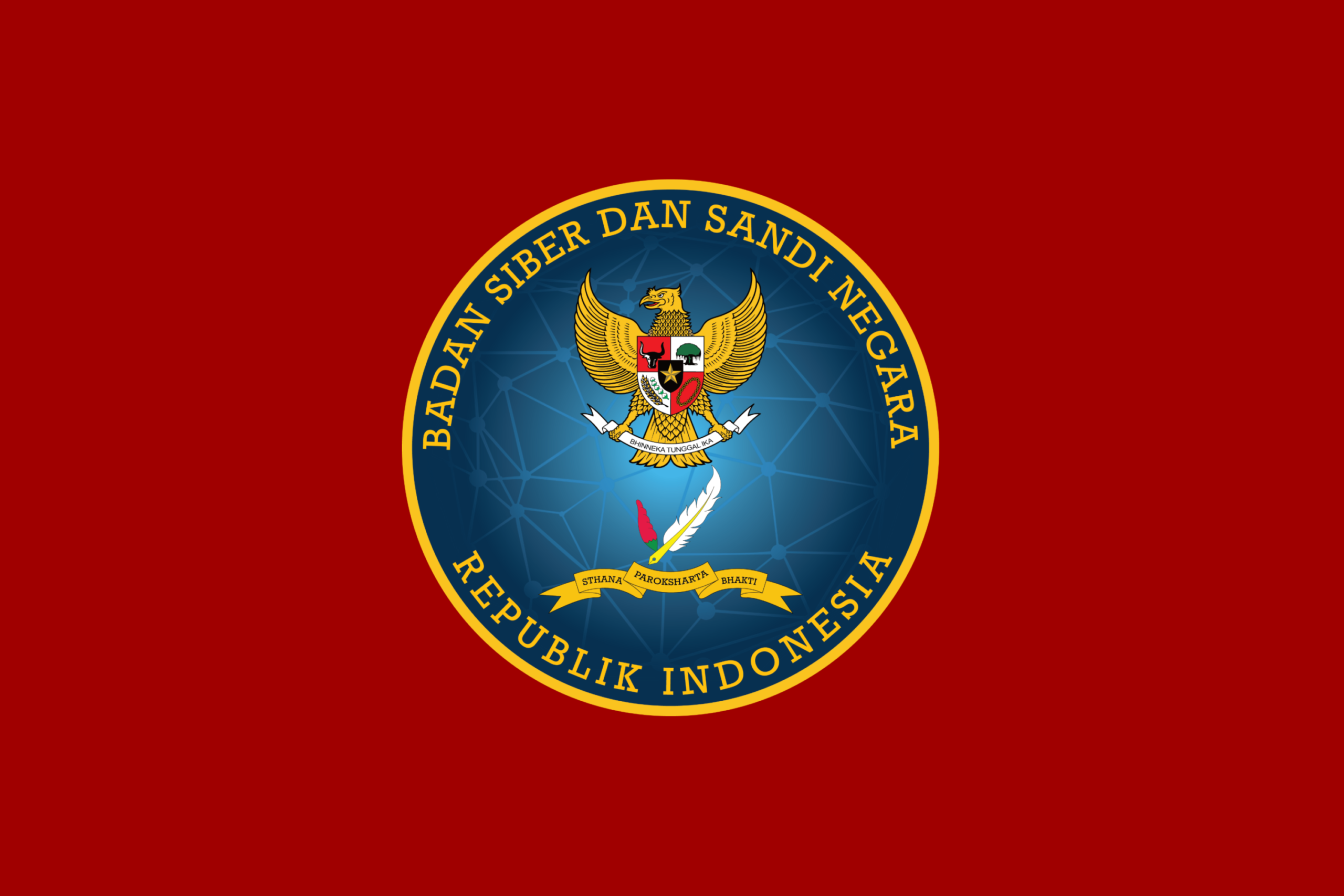
Agence nationale de la cybersécurité et de la cryptographie
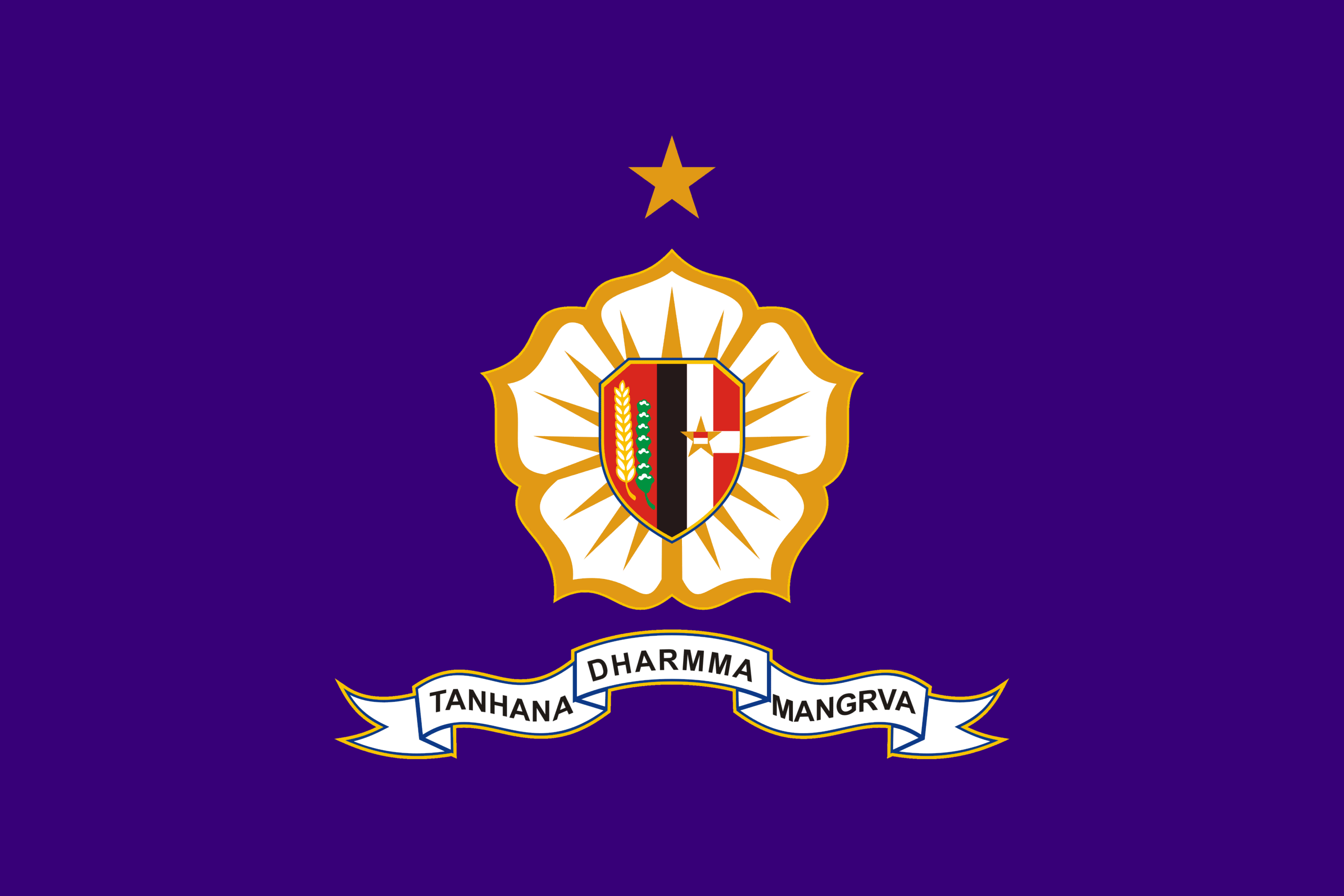
Institut national de résilience

### Divers

Drapeau d'entraînement pour remplacer le drapeau national lors des répétitions telles que la cérémonie de hissage du drapeau

## Drapeaux militaires

### Drapeaux des forces militaires
| Drapeau | Date           | Usage                                                                          | Description |
| ------- | -------------- | ------------------------------------------------------------------------------ | --- |
|         | 1945 – présent | Pavillon de beaupré de la marine indonésienne                                  | Neuf bandes horizontales égales alternant rouge et blanc. Ce drapeau est également connu sous le nom de Lencana Perang ou « Drapeau de guerre » ; il est inspiré du drapeau du royaume de Majapahit.                                                                                |
|         | 1999 – présent | Drapeau des forces armées indonésiennes                                        | Couleur rouge avec l'insigne des Forces armées nationales indonésiennes et la devise Tri Dharma Eka Karma : « Trois services, un combat » |
|         |                | Drapeau de l'armée de terre indonésienne                                       | Couleur verte avec l'insigne de l'armée indonésienne et la devise Kartika Eka Paksi : « Le puissant oiseau sans égal défend de hauts idéaux » |
|         |                | Drapeau de la marine indonésienne                                              | Couleur bleu marine avec l'insigne de la marine indonésienne et devise Jalesveva Jayamahe : « C'est sur les mers que nous sommes victorieux » |
|         |                | Drapeau de l'armée de l'air indonésienne                                       | Couleur bleue avec l'insigne de l'armée de l'air indonésienne et la devise Swa Bhuwana Paksa : « Ailes de la Patrie » |
|         |                | Flamme de la marine indonésienne                                               | Appelé « Panion de guerre » ou « Ular-Ular Perang », il arbore les mêmes couleurs rouge et blanc que le drapeau indonésien et a la forme d'un drapeau en queue d'aronde. Il est hissé sur tous les navires de la marine indonésienne et indique que le navire est en service actif. |
|         |                | Drapeau du corps des fusiliers marins de la république d'Indonésie             | Couleur rouge avec l'insigne du Corps des Marines indonésien et la devise Jalesu Bhumyamca Jayamahe : « Victorieux sur terre et sur mer » |
|         | 2021 – présent | Drapeau de la composante de réserve des forces armées nationales indonésiennes | |

### Drapeau des forces de l'ordre
| Drapeau | Date | Usage                                                                    | Description |
| ------- | ---- | ------------------------------------------------------------------------ | --- |
|         |      | Drapeau de la police nationale indonésienne                              | Couleur noire avec l'insigne de la police nationale indonésienne et la devise Rastra Sewakottama : « Serviteur principal de la patrie et de la nation » |
|         |      | Pavillon naval ou enseigne de l'Agence indonésienne de sécurité maritime | |
|         |      | Drapeau de l'Agence indonésienne de sécurité maritime                    | Couleur bleue avec le sceau de l'Agence indonésienne de sécurité maritime                                                                               |

## Drapeaux provinciaux

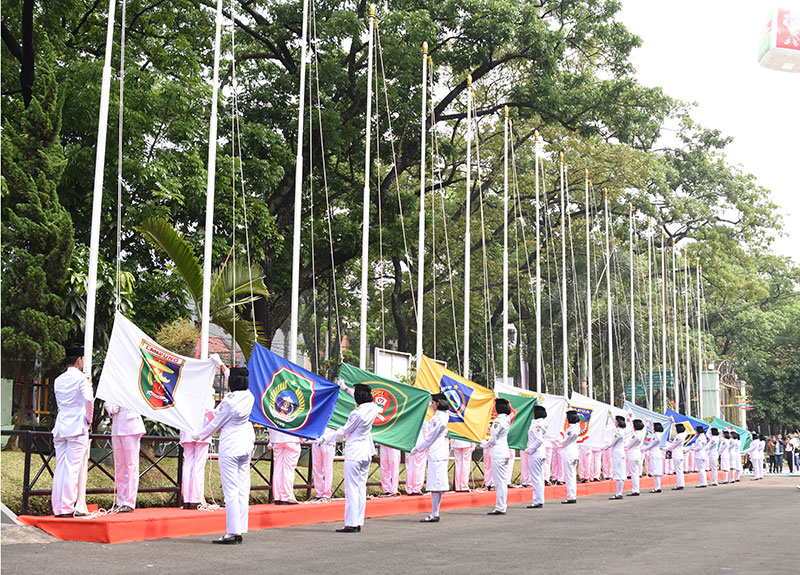
Les drapeaux provinciaux, hissés à l'ouverture de l'événement de la Semaine nationale paralympique 2016 (XV) au stade Siliwangi, à Bandung.

Presque tous les drapeaux provinciaux sont simplement constitués d'un fond uni, chargé de l'emblème de la province. Le drapeau du Sulawesi du Nord est une exception à cette règle, il comporte également une inscription.

Aceh
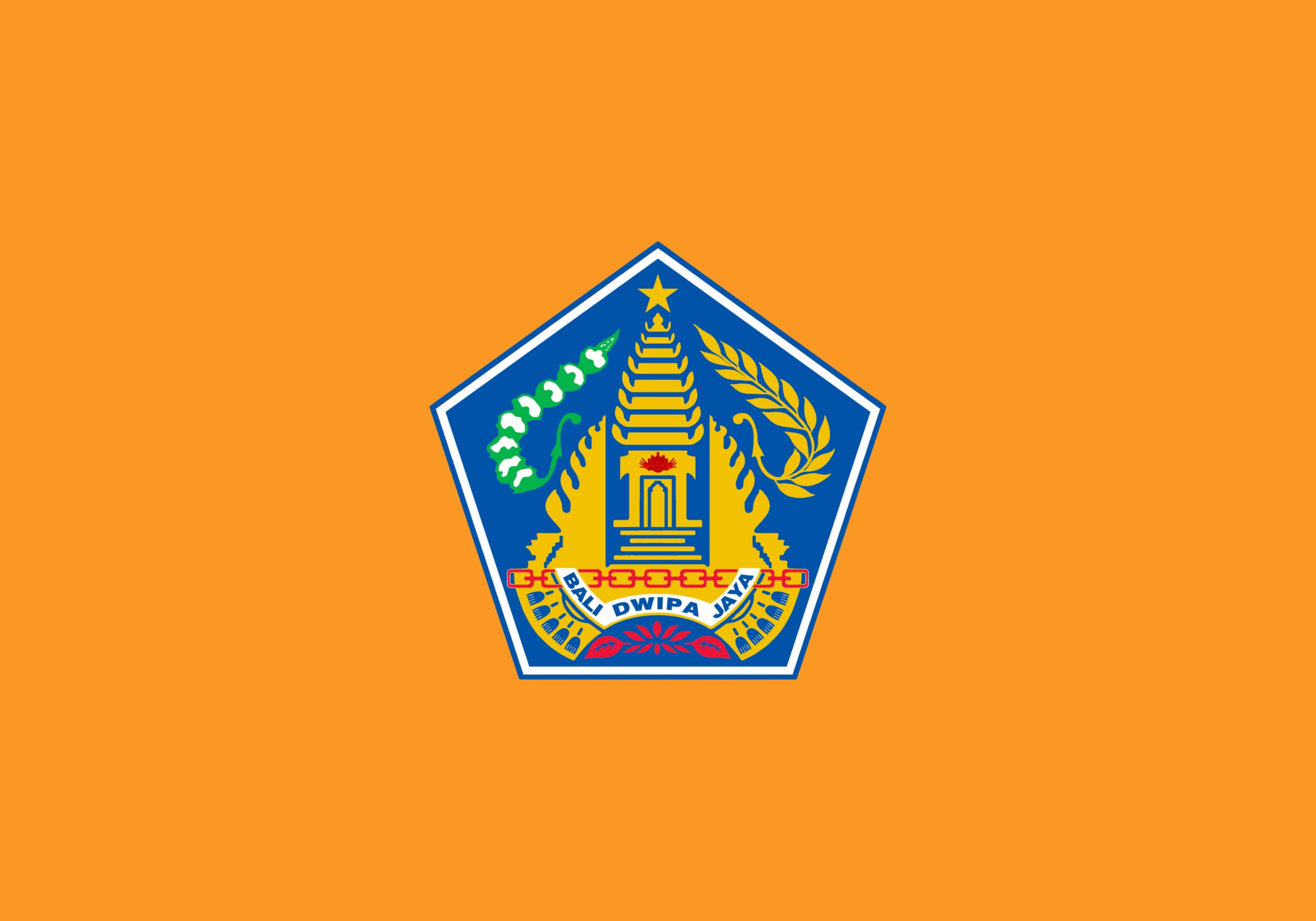
Bali
Bangka Belitung
Banten
Bengkulu
Gorontalo
Jakarta
Jambi
Central Java
East Java
West Java
Central Kalimantan
East Kalimantan
North Kalimantan
South Kalimantan
West Kalimantan
Lampung
Maluku
North Maluku
East Nusa Tenggara
West Nusa Tenggara
Papua
Central Papua
Highland Papua
South Papua
Southwest Papua
West Papua
Riau
Riau Islands
Central Sulawesi
North Sulawesi
South Sulawesi
Southeast Sulawesi
West Sulawesi
North Sumatra
South Sumatra
West Sumatra
Yogyakarta

## Drapeaux historiques

### Drapeaux desÉtats-Unis d'Indonésie

#### États et régions autonomes

État de la République d'Indonésie (1949-1950)
Banjar (1948–1950)
Indonésie orientale (1946-1950)
Java oriental (1948-1950)
Sumatra oriental (1947-1950)
Grand Dayak (1946–1950)
Madura (1948-1950)
État de Pasundan (1947)
État du Pasundan (1948-1950)
Sumatra du Sud (1948-1950)
Kotawaringin (1949-1950)

##### Gouvernement de l'Indonésie orientale

Drapeau présidentiel du président de l'État d'Indonésie orientale
Fanion du président de l'Indonésie orientale
Drapeau du Premier ministre de l'Indonésie orientale
Drapeau du ministre de l'Indonésie orientale
Drapeau du vice-ministre de l'Indonésie orientale
Drapeau du président de l'organe représentatif provisoire de l'Indonésie orientale

#### Gouvernement du Sud-Sumatra

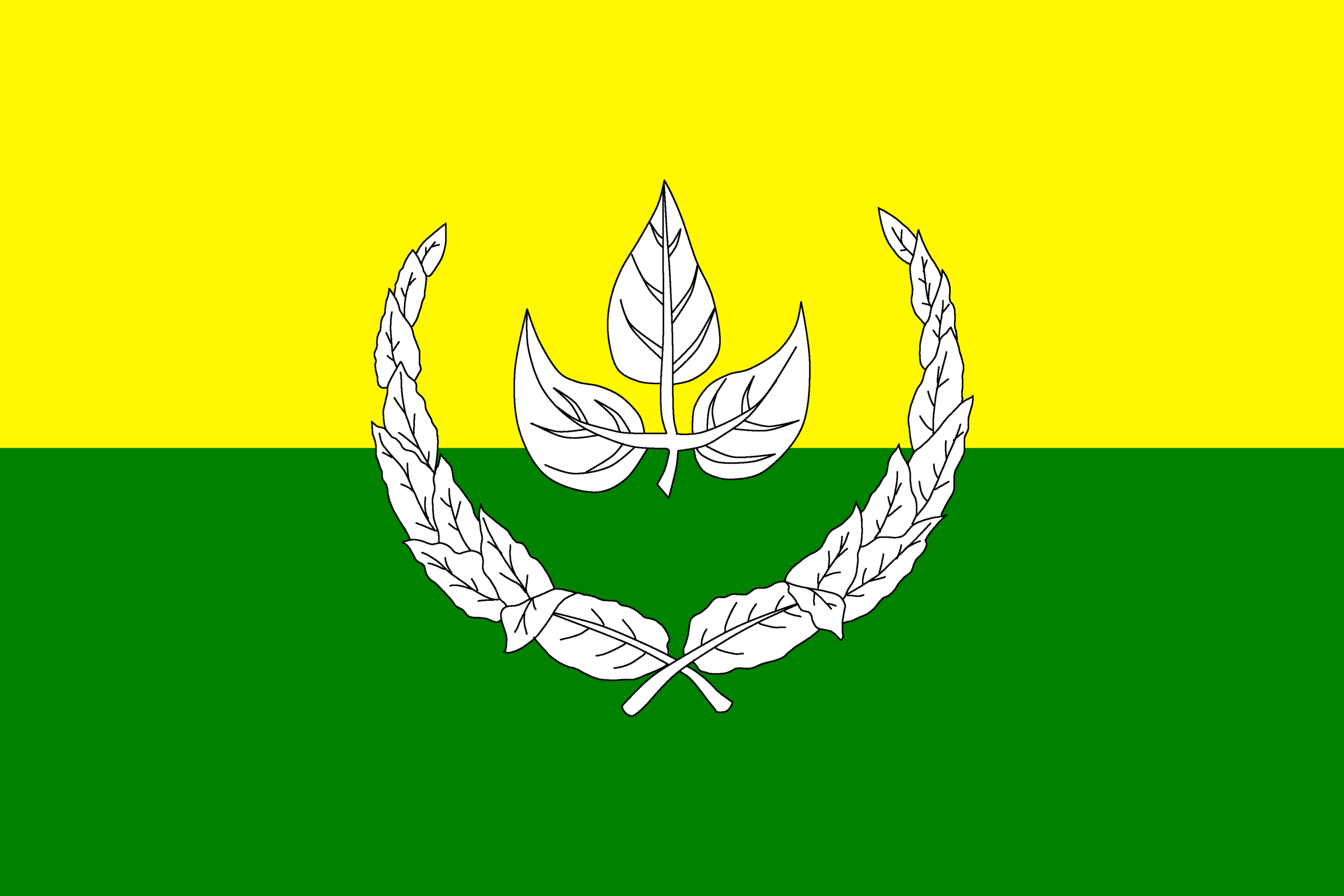
Drapeau du Wali Negara de Sumatra oriental

### Ancienne province

Drapeau du Timor oriental (en) pendant l'occupation indonésienne

### États et royaumes précoloniaux

#### Bornéo
|        |
| Banjar |

|        |
| Brunei |

|          |
| Bulungan |

|              |
| Gunung Tabur |

|                       |
| Kotawaringin (ancien) |

|                        |
| Kotawaringin (nouveau) |

|      |
| Kubu |

|       |
| Kutai |

|        |
| Landak |

|       |
| Matan |

|          |
| Mempawah |

|           |
| Pontianak |

|            |
| Sambaliung |

|        |
| Sambas |

|         |
| Sanggau |

|         |
| Simpang |

|         |
| Sintang |

|      |
| Sulu |

|       |
| Tayan |

#### Java
|        |
| Banten |

|         |
| Cirebon |

|       |
| Demak |

|         |
| Kanoman |

|           |
| Kasepuhan |

|           |
| Majapahit |

|         |
| Mataram |

|               |
| Mangkunegaran |

|            |
| Pakualaman |

|           |
| Surakarta |

|            |
| Yogyakarta |

#### Sulawesi
|         |
| Banggai |

|      |
| Bone |

|       |
| Buton |

|      |
| Gowa |

|        |
| Konawe |

|      |
| Luwu |

|          |
| Mekongga |

|      |
| Muna |

|         |
| Sawitto |

|           |
| Sidenreng |

|      |
| Siau |

|         |
| Soppeng |

#### Sumatra
|      |
| Aceh |

|        |
| Asahan |

|      |
| Deli |

|           |
| Indragiri |

|            |
| Inderapura |

|       |
| Jambi |

|       |
| Johor |

|      |
| Siak |

|            |
| Pagaruyung |

|           |
| Pelalawan |

|         |
| Langkat |

|             |
| Riau-Lingga |

#### Petites îles de la Sonde
|        |
| Badung |

|      |
| Bali |

|      |
| Bima |

|            |
| Karangasem |

|           |
| Klungkung |

|        |
| Lombok |

|         |
| Sumbawa |

#### Îles Moluques
|         |
| Ternate |

|        |
| Tidore |

|       |
| Bacan |

#### Nouvelle-Guinée
|         |
| Kaimana |

### Drapeaux de l'époque coloniale

Drapeau du Portugal (volé entre 1512 et 1521)
Drapeau du Portugal (1521–1578)
Drapeau du Portugal (1578–1640)
Drapeau de l'Union ibérique (1580–1640)
Drapeau Royal de Philippe II d'Espagne (1580-1640)
Bannière d'armoiries de la Maison des Habsbourg (1580–1640)
Le drapeau du prince (1610–1795)
Premier drapeau de la Compagnie néerlandaise des Indes orientales (1610–1795)
Drapeau du Portugal (1616–1640) - Drapeau putatif
Drapeau de la Compagnie néerlandaise des Indes orientales, adopté avec une bande rouge vers 1630 ou 1663 et au-delà, pour une meilleure visibilité en mer par temps clair
Drapeau maritime de Batavia (Indes néerlandaises) (XVIIIe siècle)
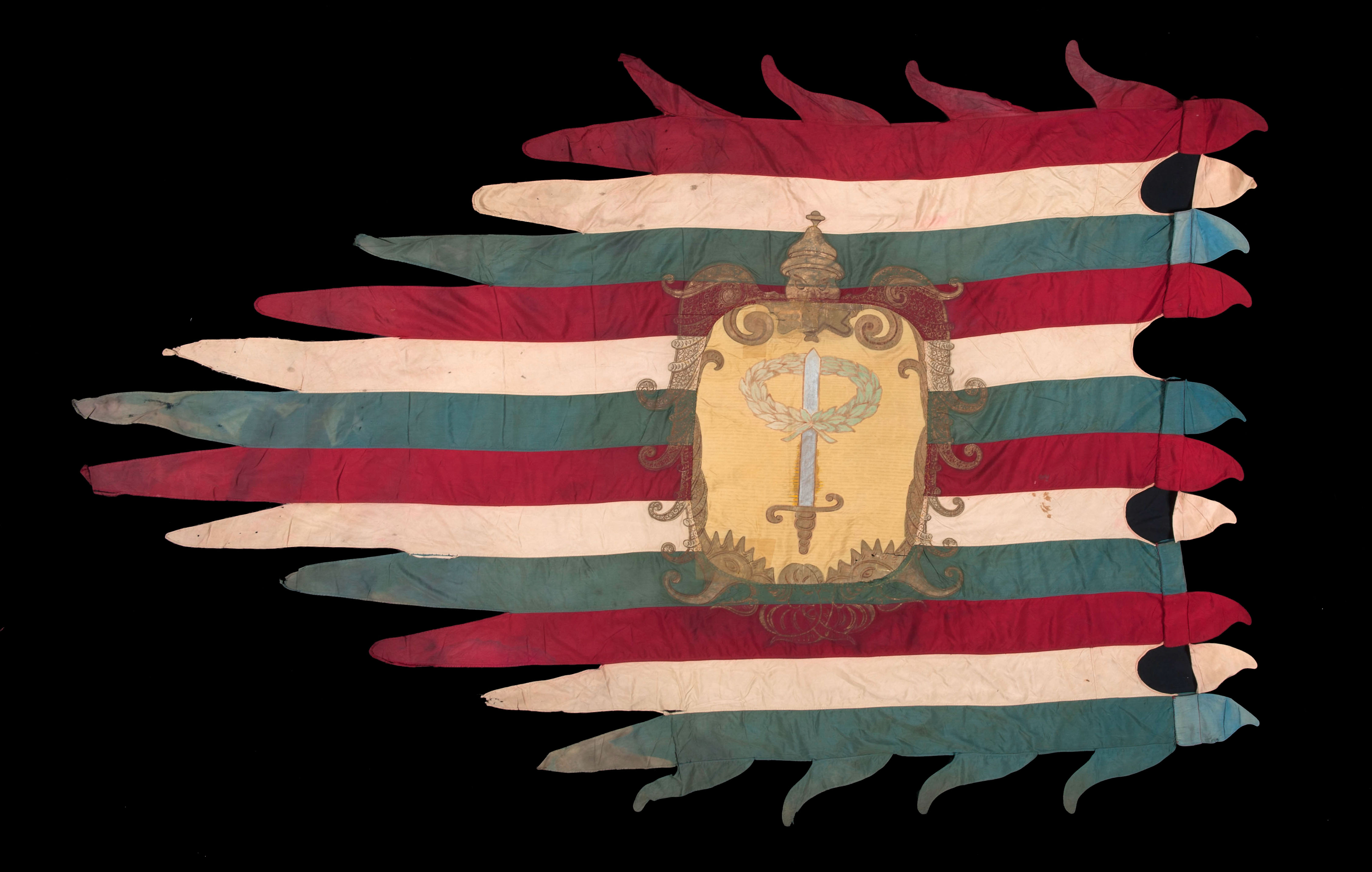
Drapeau maritime de Batavia (Indes néerlandaises) (XVIIIe siècle)
Drapeau du Portugal (1640–1667)
Drapeau des États (1652–1796)
Drapeau du Portugal (1667–1707)
Drapeau de l'Empire portugais (1706–1750, 1826–1830)
Drapeau de la Chambre d'Amsterdam de la Compagnie néerlandaise des Indes orientales
Drapeau de l'Empire colonial portugais (1750–1816)
Premier Empire français (1806–1811)
Drapeau de la République batave (1796–1806)
Étendard impérial du Premier Empire français
British Empire (1811–1816)
British East India Company (1811–1815)
Étendard Royal du Royaume-Uni
Drapeau du Royaume-Uni du Portugal, Brésil et Algarves (décembre 1815 – septembre 1822)
Drapeau royal des Pays-Bas (1816–1908)
Drapeau du Portugal, utilisation terrestre (1830–1850)
Drapeau du Portugal, utilisation maritime (1830–1850)

#### Indes néerlandaises

Drapeau royal des Pays-Bas (1908-1949)
Drapeau des Indes orientales néerlandaises
Drapeau et fanion du gouverneur des Indes orientales néerlandaises (1800–1949)
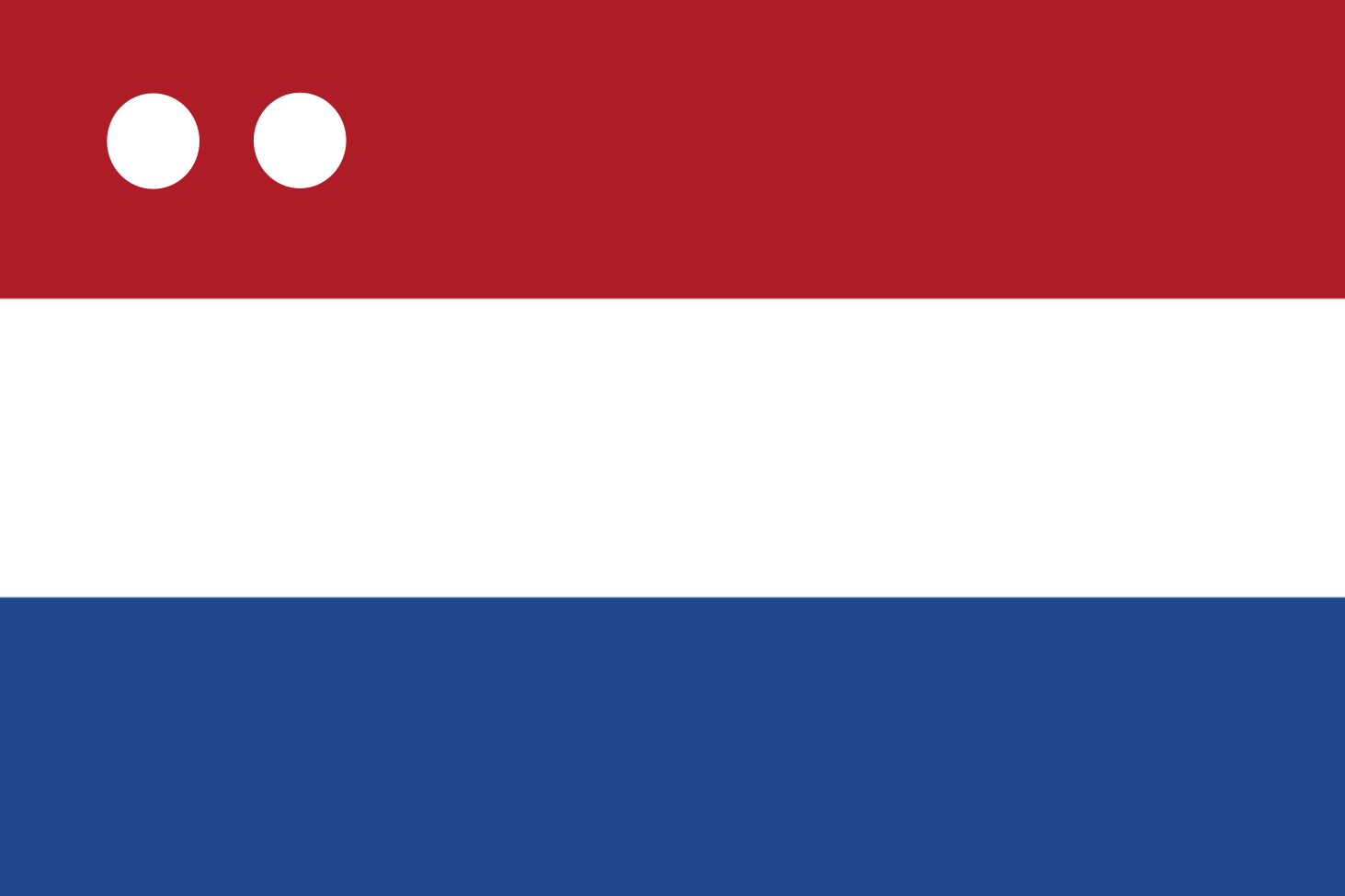
Drapeau distinctif du gouverneur des Indes orientales néerlandaises (1800-1928)
Drapeau distinctif du gouverneur des Indes orientales néerlandaises (1928-1949)
Drapeau distinctif d'un résident des Indes orientales néerlandaises (1928-1949)
Drapeau de la Nouvelle-Guinée néerlandaise (1961-1962)
Drapeau distinctif du gouverneur de la Nouvelle-Guinée néerlandaise (1930-1962)

### Drapeaux de la Seconde Guerre mondiale

Drapeau des Indes orientales néerlandaises occupées sous l'Empire japonais (1942-1945)
Drapeau de guerre de l'armée impériale japonaise (1942-1945)
Étendard impérial de l'empereur du Japon (1942-1945)
Drapeau de PETA / Pembela Tanah Air (1943-1945)
Drapeau de PETA / Giyūgun Bali (1944–1945)

### Révolution nationale indonésienne

Drapeau de l'hôtel Yamato
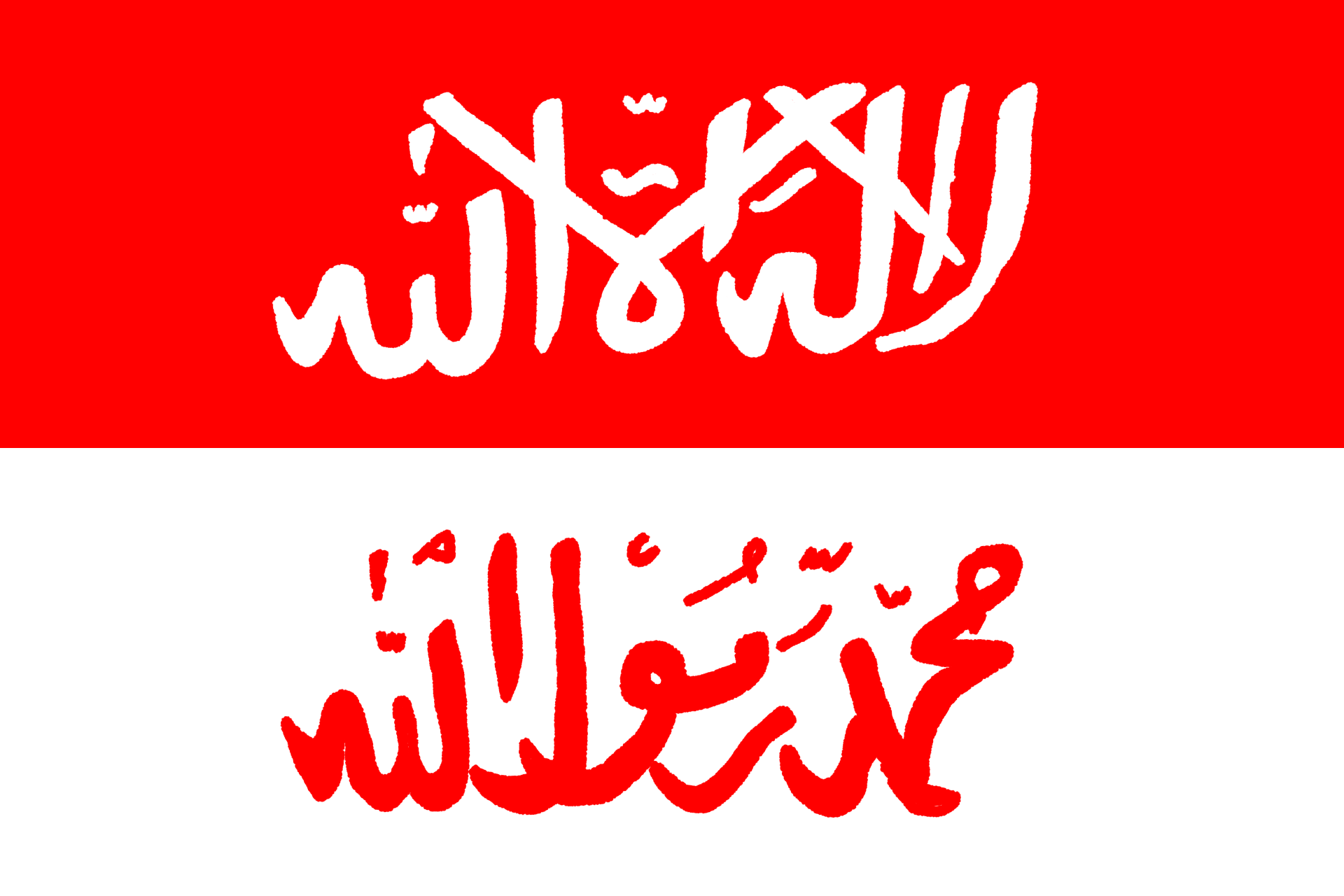
Variante de bannière (panji) du Laskar Hezbollah
Légion du souverain juste
Mouvement de la jeunesse de Sulawesi central
Jeunesse socialiste indonésienne
Organisation centrale des travailleurs indonésiens

## Drapeaux des mouvements séparatistes et des groupes terroristes

Mouvement pour la liberté d'Aceh (historique)
Mouvement pour la libération de Riau (en) (historique)
Mouvement pour la Papouasie libre (présent)
Moluques du Sud (historique, présent)[note 3]
Moudjahidines de l'est de l'Indonésie

### État islamique d'Indonésie

Drapeau de l'État (officiel)
Drapeau de guerre (officiel)
Drapeau de l'armée (officiel)
Drapeau de la faction NII/Fi Sabilillah (c. 1983) [note 4]
Drapeau de Darul Islam (non officiel)[note 5]

## Organisations islamiques

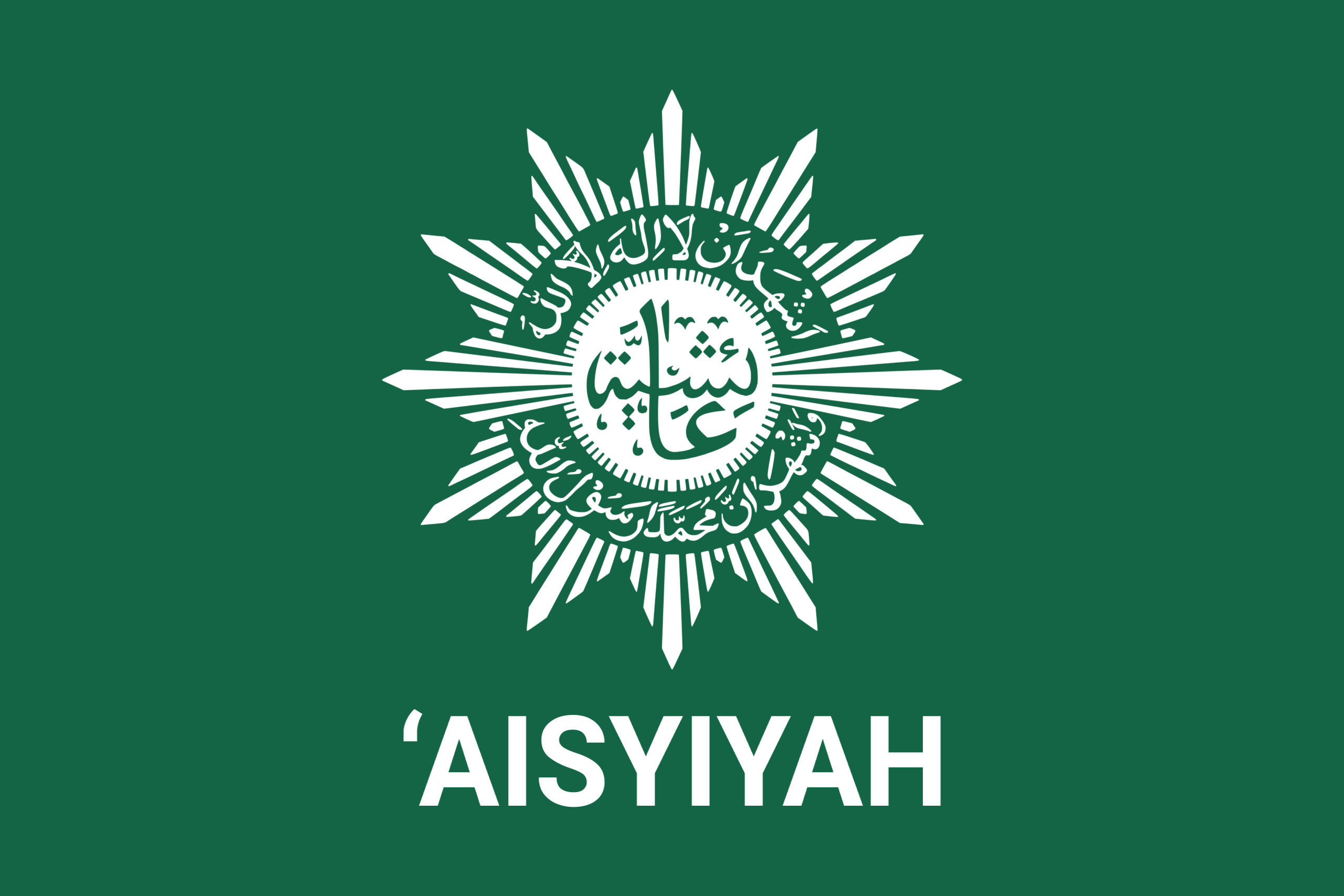
Aisyiyah
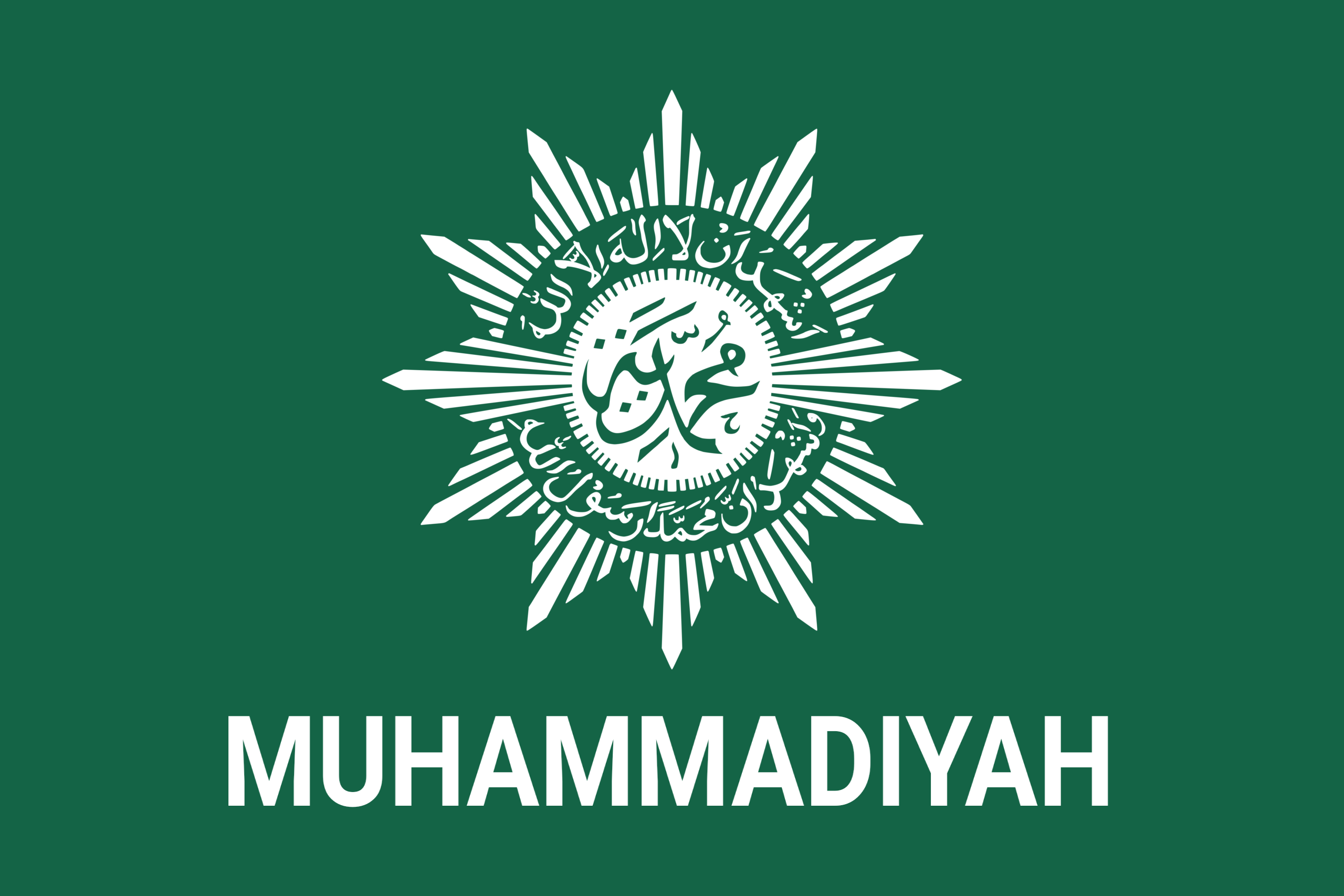
Muhammadiyah
Nahdlatul Ulama
Association arabe d'Indonésie (historique)
Laskar Jihad (historique)

## Remarques
1. ↑  Basé sur la description de Dirk Rühl dans Vlaggen van den Oost-Indischen Archipel (1600-1942)
2. ↑  Basé sur la description de Dirk Rühl dans Vlaggen van den Oost-Indischen Archipel (1600-1942)
3. ↑  Historique en Indonésie, avec la signature de l'accord de Malino II. En cours aux Pays-Bas, avec le gouvernement en exil de la République des Moluques du Sud.
4. ↑  Apparu sur une photo de tribunal en 1983.
5. ↑  Bien qu'il ne soit pas exact de le représenter ni de l'utiliser par le DI/NII, il est utilisé par les mouvements clandestins et sympathisants modernes du DI/NII.